# アリンダ族
アリンダ族（アリンダぞく）とは、小惑星のうち軌道長半径がおよそ2.5AUであり、離心率が0.4から0.65の間にあるものからなるグループである。名前は1918年にドイツの天文学者マックス・ヴォルフによって発見された小惑星アリンダに由来する。いわゆる小惑星族とは違い、同一の母天体から形成されたものではない。
アリンダ族に属する天体の公転周期は木星と1:3の共鳴関係にあり、地球とは4:1の関係となっている。これらの天体は、内側の惑星に接近して軌道が変化しない限り、木星の重力によって離心率が大きくなり続ける。
アリンダ族の中には、近日点付近において地球に非常に接近するものがある。このようなニアミスは公転周期の比の関係から4年おきに起こる。
これらの天体が地球に接近したとき、ちょうど太陽から見て地球の反対側を通るなど観測に不都合な条件が起こると、その後数十年間見失われることがある。実際に、アリンダ族のシリンクスとケツァルコアトルは1985年以来、Senecaも1994年以来見失われていた。なお、いずれもその後再発見されたが、ケツァルコアトルはまたもや2004年以降観測されていない。

## アリンダ族に属する小惑星
- (887) アリンダ (Alinda)
- (1429) ペンバ (Pemba)
- (1550) チトー (Tito)
- (1607) (Mavis)
- (1915) ケツァルコアトル (Quetzálcoatl)
- (2608) (Seneca)
- (3360) シリンクス (Syrinx)
- (3628) ボジュ・ニェムツォヴァー (Božněmcová)
- (3806) (Tremaine)
- (4179) トータティス (Toutatis)
- (5847) (Wakiya)
- (5864) モンゴルフィエ (Montgolfier)
- (6318) (Cronkite)
- (6322) 1991 CQ
- (6489) ゴレブカ (Golevka)
- (6491) 1991 OA
- (7092) (Cadmus)
- (7345) (Happer)
- (7568) 1988 VJ2
- (7569) 1989 BK
- (7638) (Gladman)
- (8201) 1994 AH2
- (8709) (Kadlu)
- (9047) 1991 QF